# Ікона чудотворної Матері Божої Ласкавої Станиславівської
Іко́на чудотво́рної Ма́тері Бо́жої Ласка́вої Станисла́вівської — чудотворна ікона, що знаходиться у Гданську.
Оригінал ікони-покровительки Станиславова 200 років зберігався у вірменській церкві й у 1946 році був вивезений до Польщі.
Ікона вперше проявила себе як чудотворна у серпні 1742 року. Вона заплакала. Відтоді ікона стала відомою багатьма зціленнями і чудами.
В Івано-Франківську існує освячена копія ікони у церкві Івана Хрестителя.